# 17 Draconis
17 Draconis är en dubbelstjärna med båda komponenterna i huvudserien som ligger i stjärnbilden Draken.
17 Dra har visuell magnitud +5,5 och är synlig för blotta ögat vid god seeing. Den befinner sig på ett avstånd av ungefär 410 ljusår.